# 暗慾
《暗慾》（西班牙語：Oscuro deseo）是Netflix原創墨西哥情色驚悚犯罪電視劇。由墨西哥製片公司亞戈斯媒體集團製作，蕾蒂西雅·洛佩茲·馬加利（Leticia López Margalli）開創，佩德羅·巴勃羅·伊巴拉（Pedro P. Ybarra）和肯妮亞·馬奎茲（Kenya Márquez）共同執導，並由邁特·佩羅尼、艾利克·海瑟、亞歷山卓·史匹哲、瑪麗亞·費南達·耶佩斯、蕾吉娜·帕文和豪爾赫·波查等人領銜主演。劇情講述一名已婚大學教授戀上自己的學生，並捲入一宗離奇凶殺案。
本劇於2019年5月6日開拍。首季於2020年7月15日在Netflix首播；2020年8月19日，Netflix宣布續訂第二季，同時也是最後一季，訂於2022年2月2日播出。《暗慾》首季曾是Netflix每週收視率最高的非英文電視影集，在首播後28天内便累積了3500萬個觀看時數。

## 劇情大綱
艾瑪（邁特·佩羅尼飾）是一名法學教授，她懷疑丈夫李奧納多（豪爾赫·波查飾）背著她出軌。於是艾瑪的好友布蘭達（瑪麗亞·費南達·耶佩斯飾）邀請她一起參加郵輪之旅，藉此忘掉不愉快的回憶。達里歐（亞歷山卓·史匹哲飾）是艾瑪參加派對邂逅的年輕男子，他與艾瑪相識並相戀，並一步步介入艾瑪的生活。一日，布蘭達被人發現在家中身亡，艾瑪極力想要找出兇手，卻發現達里歐、李奧納多和埃斯特萬（艾利克·海瑟飾）居然都是與布蘭達凶殺案有關的嫌疑人之一。

## 演員和角色

### 主要角色
- 邁特·佩羅尼 飾演 艾瑪·金塔納·索拉雷斯（Alma Quintana Solares）：法學教授，李奧納多的妻子、柔依的母親，曾是一名律師。
- 艾利克·海瑟（英语：Erik Hayser） 飾演 埃斯特萬·索拉雷斯（Esteban Solares）：李奧納多的哥哥、柔依的伯父和艾瑪的大伯。以前是警察，因意外摔傷了腿。
- 亞歷山卓·史匹哲 飾演 達里歐·桂拉（Darío Guerra）：艾瑪的學生，背著李奧納多與達里歐出軌。
- 瑪麗亞·費南達·耶佩斯（英语：María Fernanda Yepes） 飾演 布蘭達·卡斯提洛（Brenda Castillo）：艾瑪的閨蜜、埃斯特萬的情人。一個最近剛離婚的獨居女子，被人發現在自家浴缸裡自縊，達里歐、李奧納多和埃斯特萬都成了謀殺她的嫌疑人。
- 蕾吉娜·帕文（西班牙语：Regina Pavón） 飾演 柔依·索拉雷斯（Zoe Solares）：艾瑪和李奧納多的女兒、埃斯特萬的外甥女。性格叛逆，夢想是成為法醫，她對自己的性向認同感到困惑。
- 豪爾赫·波查（英语：Jorge Poza） 飾演 李奧納多·索拉雷斯（Leonardo Solares）：一名法官，艾瑪的丈夫、埃斯特萬的弟弟、柔依的父親。
- 凱薩琳·席喬奎（英语：Catherine Siachoque） 飾演 麗絲·安托妮（Lys Antoine）：達里歐的姑姑和養母，與他發生過性關係。
- 阿圖羅·巴巴（英语：Arturo Barba） 飾演 英尼戈·拉茲卡諾（Íñigo Lazcano）：一名律師，瑚麗塔的父親。
- 亞利安娜·薩維德拉（Ariana Saavedra）飾演 瑚麗塔·拉茲卡諾（Julieta Lazcano）：達里歐的未婚妻，在婚禮前一天過世。

### 常設角色
- 寶琳娜·馬托斯（西班牙语：Paulina Matos） 飾演 艾蒂特（Edith Ballesteros）：李奧納多的助理，艾瑪誤以為她是丈夫的情婦。
- Carmen Baqué 飾演 南西（Nancy）：艾瑪的同事。
- Leticia Huijara 飾演 露辛達（Lucinda）：達里歐的母親。
- Claudia Pineda 飾演 Patricia García：負責布蘭達案件的偵探。
- Esteban Soberanes 飾演 Vallejo：負責布蘭達案件的偵探。
- Samantha Orozco 飾演 Rosalba
- Fabián Merlo 飾演 El Chalán
- Tony Valdes 飾演 Jacinto
- Eligio Meléndez 飾演 El Padrino
- Daniel Damuzi 飾演 卡莫拉（Carmona）
- Magali Boysselle 飾演 莫妮卡（Mónica）：艾瑪的心理治療師。
- María de Villa 飾演 卡琳娜（Karina）：柔依最好的朋友和後來的女朋友。
- Mahoalli Nassourou 飾演 蒙塔紐（Eugenia Montaño）：負責瑚麗塔案件的偵探。

## 集數

### 影集概覽
| 季數 | 集数 | 集数 | 上線日期      | 上線日期      |
| ---- | ---- | ---- | ------------- | ------------- |
| 1    | 18   | 18   | 2020年7月15日 | 2020年7月15日 |
| 2    | 15   | 15   | 2022年2月2日  | 2022年2月2日  |

### 第一季（2020年）
| 總集數 | 集數 （季） | 標題                                                                        | 導演                                 | 編劇                                                | 上線日期      |
| ------ | ----------- | --------------------------------------------------------------------------- | ------------------------------------ | --------------------------------------------------- | ------------- |
| 1      | 1           | 只是性而已 Es solo sexo                                                     | 佩德羅·巴勃羅·伊巴拉、 肯妮亞·馬奎茲 | 奈由拉·阿拉貢、根尼·佩雷斯和 蕾蒂西雅·洛佩茲·馬加利 | 2020年7月15日 |
| 2      | 2           | 最後一夜激情 Una última noche de pasión                                     | 佩德羅·巴勃羅·伊巴拉、 肯妮亞·馬奎茲 | 奈由拉·阿拉貢、根尼·佩雷斯和 蕾蒂西雅·洛佩茲·馬加利 | 2020年7月15日 |
| 3      | 3           | 一般人所謂的愛 Eso que los normales llaman amor                             | 佩德羅·巴勃羅·伊巴拉、 肯妮亞·馬奎茲 | 奈由拉·阿拉貢、根尼·佩雷斯和 蕾蒂西雅·洛佩茲·馬加利 | 2020年7月15日 |
| 4      | 4           | 愛這個詞 El amor, esa palabra                                               | 佩德羅·巴勃羅·伊巴拉、 肯妮亞·馬奎茲 | 奈由拉·阿拉貢、根尼·佩雷斯和 蕾蒂西雅·洛佩茲·馬加利 | 2020年7月15日 |
| 5      | 5           | 你有多了解達里歐·桂拉 ¿Qué sabes acerca de Darío Guerra?                    | 佩德羅·巴勃羅·伊巴拉、 肯妮亞·馬奎茲 | 奈由拉·阿拉貢、根尼·佩雷斯和 蕾蒂西雅·洛佩茲·馬加利 | 2020年7月15日 |
| 6      | 6           | 你懷念過往時光嗎？ ¿Extrañas los viejos tiempos?                            | 佩德羅·巴勃羅·伊巴拉、 肯妮亞·馬奎茲 | 奈由拉·阿拉貢、根尼·佩雷斯和 蕾蒂西雅·洛佩茲·馬加利 | 2020年7月15日 |
| 7      | 7           | 你惹錯女人了 Te metiste con la mujer equivocada                             | 佩德羅·巴勃羅·伊巴拉、 肯妮亞·馬奎茲 | 奈由拉·阿拉貢、根尼·佩雷斯和 蕾蒂西雅·洛佩茲·馬加利 | 2020年7月15日 |
| 8      | 8           | 告密的心 El corazón delator                                                 | 佩德羅·巴勃羅·伊巴拉、 肯妮亞·馬奎茲 | 奈由拉·阿拉貢、根尼·佩雷斯和 蕾蒂西雅·洛佩茲·馬加利 | 2020年7月15日 |
| 9      | 9           | 邪惡的鏡像遊戲 Un perverso juego de espejos                                 | 佩德羅·巴勃羅·伊巴拉、 肯妮亞·馬奎茲 | 奈由拉·阿拉貢、根尼·佩雷斯和 蕾蒂西雅·洛佩茲·馬加利 | 2020年7月15日 |
| 10     | 10          | 驟逝的美麗 La belleza de una muerte repentina...                            | 佩德羅·巴勃羅·伊巴拉、 肯妮亞·馬奎茲 | 奈由拉·阿拉貢、根尼·佩雷斯和 蕾蒂西雅·洛佩茲·馬加利 | 2020年7月15日 |
| 11     | 11          | 一切表象都是虛假的 Nada es lo que ello parece                               | 佩德羅·巴勃羅·伊巴拉、 肯妮亞·馬奎茲 | 奈由拉·阿拉貢、根尼·佩雷斯和 蕾蒂西雅·洛佩茲·馬加利 | 2020年7月15日 |
| 12     | 12          | 我們搞砸了好多事 Nos hemos equivocado tanto                                 | 佩德羅·巴勃羅·伊巴拉、 肯妮亞·馬奎茲 | 奈由拉·阿拉貢、根尼·佩雷斯和 蕾蒂西雅·洛佩茲·馬加利 | 2020年7月15日 |
| 13     | 13          | 你只是無辜的受害者 Tú solo fuiste una inocente víctima                      | 佩德羅·巴勃羅·伊巴拉、 肯妮亞·馬奎茲 | 奈由拉·阿拉貢、根尼·佩雷斯和 蕾蒂西雅·洛佩茲·馬加利 | 2020年7月15日 |
| 14     | 14          | 兩個事實，一個謊言 Dos verdades y una mentira                               | 佩德羅·巴勃羅·伊巴拉、 肯妮亞·馬奎茲 | 奈由拉·阿拉貢、根尼·佩雷斯和 蕾蒂西雅·洛佩茲·馬加利 | 2020年7月15日 |
| 15     | 15          | 我們從未談論過愛 Nunca hablamos sobre el amor                               | 佩德羅·巴勃羅·伊巴拉、 肯妮亞·馬奎茲 | 奈由拉·阿拉貢、根尼·佩雷斯和 蕾蒂西雅·洛佩茲·馬加利 | 2020年7月15日 |
| 16     | 16          | 啟示錄 21:8... 熊熊怒火 Apocalipsis 21:8... El fuego es encendido en su ira | 佩德羅·巴勃羅·伊巴拉、 肯妮亞·馬奎茲 | 奈由拉·阿拉貢、根尼·佩雷斯和 蕾蒂西雅·洛佩茲·馬加利 | 2020年7月15日 |
| 17     | 17          | 我們殺死所愛 Matamos lo que amamos                                          | 佩德羅·巴勃羅·伊巴拉、 肯妮亞·馬奎茲 | 奈由拉·阿拉貢、根尼·佩雷斯和 蕾蒂西雅·洛佩茲·馬加利 | 2020年7月15日 |
| 18     | 18          | 答案一直都在 La respuesta siempre estuvo ahí...                             | 佩德羅·巴勃羅·伊巴拉、 肯妮亞·馬奎茲 | 奈由拉·阿拉貢、根尼·佩雷斯和 蕾蒂西雅·洛佩茲·馬加利 | 2020年7月15日 |

### 第二季（2022年）
| 總集數 | 集數 （季） | 標題                                                         | 導演                                 | 編劇                                                | 上線日期     |
| ------ | ----------- | ------------------------------------------------------------ | ------------------------------------ | --------------------------------------------------- | ------------ |
| 19     | 1           | 厄洛斯與賽姬 Eros y Psique                                   | 佩德羅·巴勃羅·伊巴拉、 肯妮亞·馬奎茲 | 奈由拉·阿拉貢、根尼·佩雷斯和 蕾蒂西雅·洛佩茲·馬加利 | 2022年2月2日 |
| 20     | 2           | 你逃不開 De algo así no se escapa nunca                      | 佩德羅·巴勃羅·伊巴拉、 肯妮亞·馬奎茲 | 奈由拉·阿拉貢、根尼·佩雷斯和 蕾蒂西雅·洛佩茲·馬加利 | 2022年2月2日 |
| 21     | 3           | 沒人能逃離自己 Nadie puede huir de sí mismo                  | 佩德羅·巴勃羅·伊巴拉、 肯妮亞·馬奎茲 | 奈由拉·阿拉貢、根尼·佩雷斯和 蕾蒂西雅·洛佩茲·馬加利 | 2022年2月2日 |
| 22     | 4           | 另一個 El otro                                               | 佩德羅·巴勃羅·伊巴拉、 肯妮亞·馬奎茲 | 奈由拉·阿拉貢、根尼·佩雷斯和 蕾蒂西雅·洛佩茲·馬加利 | 2022年2月2日 |
| 23     | 5           | 走在熱炭上 Caminar sobre las brasas                          | 佩德羅·巴勃羅·伊巴拉、 肯妮亞·馬奎茲 | 奈由拉·阿拉貢、根尼·佩雷斯和 蕾蒂西雅·洛佩茲·馬加利 | 2022年2月2日 |
| 24     | 6           | 你一直都是我的明鏡 Siempre fuiste mi espejo                  | 佩德羅·巴勃羅·伊巴拉、 肯妮亞·馬奎茲 | 奈由拉·阿拉貢、根尼·佩雷斯和 蕾蒂西雅·洛佩茲·馬加利 | 2022年2月2日 |
| 25     | 7           | 危險的雞尾酒 Un coctel peligroso                             | 佩德羅·巴勃羅·伊巴拉、 肯妮亞·馬奎茲 | 奈由拉·阿拉貢、根尼·佩雷斯和 蕾蒂西雅·洛佩茲·馬加利 | 2022年2月2日 |
| 26     | 8           | 別相信你聽到的事 No creas nada de lo que escuches            | 佩德羅·巴勃羅·伊巴拉、 肯妮亞·馬奎茲 | 奈由拉·阿拉貢、根尼·佩雷斯和 蕾蒂西雅·洛佩茲·馬加利 | 2022年2月2日 |
| 27     | 9           | 你成了自己最大的敵人 Te has convertido en tu peor enemiga    | 佩德羅·巴勃羅·伊巴拉、 肯妮亞·馬奎茲 | 奈由拉·阿拉貢、根尼·佩雷斯和 蕾蒂西雅·洛佩茲·馬加利 | 2022年2月2日 |
| 28     | 10          | 每個人讀到的都是自己的版本 Cada quien lee su propia historia | 佩德羅·巴勃羅·伊巴拉、 肯妮亞·馬奎茲 | 奈由拉·阿拉貢、根尼·佩雷斯和 蕾蒂西雅·洛佩茲·馬加利 | 2022年2月2日 |
| 29     | 11          | 你他X的到底是誰 ¿Quién #%& eres en verdad?                   | 佩德羅·巴勃羅·伊巴拉、 肯妮亞·馬奎茲 | 奈由拉·阿拉貢、根尼·佩雷斯和 蕾蒂西雅·洛佩茲·馬加利 | 2022年2月2日 |
| 30     | 12          | 雙生 Los mellizos                                            | 佩德羅·巴勃羅·伊巴拉、 肯妮亞·馬奎茲 | 奈由拉·阿拉貢、根尼·佩雷斯和 蕾蒂西雅·洛佩茲·馬加利 | 2022年2月2日 |
| 31     | 13          | 完美而難耐的三角 Un perfecto triángulo insoportable          | 佩德羅·巴勃羅·伊巴拉、 肯妮亞·馬奎茲 | 奈由拉·阿拉貢、根尼·佩雷斯和 蕾蒂西雅·洛佩茲·馬加利 | 2022年2月2日 |
| 32     | 14          | 自始至終都是你 Siempre fuiste tú                             | 佩德羅·巴勃羅·伊巴拉、 肯妮亞·馬奎茲 | 奈由拉·阿拉貢、根尼·佩雷斯和 蕾蒂西雅·洛佩茲·馬加利 | 2022年2月2日 |
| 33     | 15          | 面對黑暗... Enfrentar la oscuridad...                        | 佩德羅·巴勃羅·伊巴拉、 肯妮亞·馬奎茲 | 奈由拉·阿拉貢、根尼·佩雷斯和 蕾蒂西雅·洛佩茲·馬加利 | 2022年2月2日 |

## 獎項和提名
| 年度 | 獎項         | 類別                 | 提名        | 结果 | Ref.   |
| ---- | ------------ | -------------------- | ----------- | ---- | ------ |
| 2020 | GQ年度人物獎 | 年度最佳墨西哥女演員 | 邁特·佩羅尼 | 獲獎 | [ 10 ] |

## 外部連結
- 在Netflix上觀看《暗慾》
- 互联网电影数据库（IMDb）上《暗慾》的资料（英文）
- 豆瓣电影上《暗慾》的資料 （简体中文）